# Borodojarśke
Borodojarśke (ukr. Бородоярське) – wieś na Ukrainie, w obwodzie charkowskim, położona w rejonie iziumskim. W 2001 liczyła 221 mieszkańców, spośród których 211 posługiwało się językiem ukraińskim, 9 rosyjskim, a 1 ormiańskim.